# Chikara Hanada
Chikara Hanada (花田 力 Hanada Chikara?, nacido el 24 de noviembre de 1993 en Tochigi) es un futbolista japonés que se desempeña como guardameta.

## Trayectoria

### Clubes
| Club                 | País  | Año         |
| -------------------- | ----- | ----------- |
| Japan Soccer College | Japón | 2012 - 2014 |
| Grulla Morioka       | Japón | 2015        |
| Tochigi Uva FC       | Japón | 2016 - 2017 |
| Vanraure Hachinohe   | Japón | 2018 -      |

## Estadística de carrera

### J. League
| Club           | Año   | J. League | J. League | Copa J. League | Copa J. League | Total | Total |
| Club           | Año   | Part.     | Goles     | Part.          | Goles          | Part. | Goles |
| -------------- | ----- | --------- | --------- | -------------- | -------------- | ----- | ----- |
| Grulla Morioka | 2015  | 4         | 0         | -              | -              | 4     | 0     |
| Total          | Total | 4         | 0         | 0              | 0              | 4     | 0     |